# Elecciones generales de Japón de 2000
El 25 de junio de 2000 se celebraron elecciones para la Cámara de Representantes, cámara baja de la Dieta de Japón. El gobernante Partido Liberal Democrático (PLD) mantuvo la mayoría en la Cámara, pero su porcentaje total de escaños se redujo, y sus dos socios de coalición también perdieron varios escaños. Dos miembros del gabinete, Takashi Fukaya y Tokuichiro Tamazawa, perdieron sus asientos. El Partido Democrático logró importantes avances bajo el liderazgo de Yukio Hatoyama.
La campaña se centró en la economía y el gobierno propugnó un fuerte gasto en proyectos de obras públicas, mientras que iba lento en la desregulación, la apertura del mercado y otras reformas. Esta estrategia había conducido a una débil recuperación económica con el desempleo todavía en un nivel récord. La oposición, por su parte, pidió más reformas y menos gasto.
Una ley promulgada en febrero de 2000 había reducido la composición de la Cámara de Representantes de 500 a 480 miembros. La reducción de escaños había sido solo para los escaños elegidos proporcionalmente que pasaron de ser 200 a 180.
Más de 100 millones de personas tenían derecho a votar, pero la participación fue bastante baja, alrededor del 63 por ciento, aunque un poco más alta que en las elecciones de 1996, cuando fue del 59,65 por ciento.
En el Parlamento saliente, la coalición gobernante había tenido 336 de los 500 escaños, 271 de ellos solo para el gobernante Partido Liberal Democrático (PLD). Los resultados de las elecciones del 25 de junio de 2000 mostraron que la coalición gobernante había sufrido un revés; en la nueva legislatura, el PLD, que obtuvo 233 escaños, dependerá de sus dos socios menores, el Nuevo Komeito respaldado por los budistas (31 escaños) y el Nuevo Partido Conservador (7 escaños). El principal partido de la oposición, el Partido Democrático de Japón (DPJ), obtuvo 127 escaños, una ganancia de 75. Entre los demás partidos de oposición, el Partido Liberal obtuvo 22 escaños, el Partido Comunista Japonés 18, el Partido Socialdemócrata 18 y otros pequeños fiestas 24.
El 4 de julio de 2000, la Cámara de Representantes recientemente elegida votó para volver a nombrar a Yoshiro Mori como Primer Ministro. Inmediatamente anunció un nuevo gabinete en el que la mayoría de los puestos clave fueron retenidos por sus titulares anteriores.

## Antecedentes
El primer ministro Keizo Obuchi, que había reemplazado a Ryutaro Hashimoto el 30 de julio de 1998, sufrió un derrame cerebral el 1 de abril de 2000 y el 5 de abril fue reemplazado por Yoshiro Mori. Aunque el límite de mandato para la Cámara de Representantes se habría alcanzado en octubre de 2000, Mori disolvió la Cámara el 2 de junio en lo que se conoció popularmente como la Disolución de la Nación Divina (神の国解散?)  debido a una controvertida declaración de Mori antes de la elección, que precedió a una caída en los índices de aprobación del gobierno del 40% al 20%. El gobierno del PLD abogó por la continuidad del gasto en obras públicas, mientras que la oposición apostaba por un menor gasto público y más reformas gubernamentales.
El Partido Socialdemócrata abandonó la coalición en 1998 y volvió a unirse a la oposición después de estar en el gobierno desde 1994 en coalición con el PLD ideológicamente contrastante.
Mientras tanto, el Partido del Gobierno Limpio (Kōmeitō), un partido centrista con raíces de la Soka Gakkai basado en el movimiento budista Nichiren y a pesar de casi cuatro décadas de oposición contra el PLD, pasó del centro al conservadurismo. Una alianza electoral entre los partidos rivales del Komeito y el PLD se inició desde las elecciones de 2000. Para el PLD, a pesar de no poder obtener la mayoría absoluta de votos por sí mismo en las próximas elecciones (especialmente para la Cámara de Consejeros que el PLD perdió la mayoría desde 1989), ha podido contar con el Komeito desde entonces para asegurar un gobierno estable.

## Sistema electoral
El sistema electoral sufrió cambios mínimos entre las elecciones de 1996 y estas. Se siguió utilizando el sistema electoral mixto:
- 300 distritos electorales uninominales.[3]
- 180 escaños elegidos mediante lista de partidos bajo el sistema de representación proporcional utilizando el método d'Hondt, con la asignación de escaños basada en los 11 distritos en lo que se divide el país.[4]

| Prefectura                                                     | Distrito         | SMCs | MMCs | Total |
| -------------------------------------------------------------- | ---------------- | ---- | ---- | ----- |
| Hokkaidō                                                       | Hokkaidō         | 12   | 8    | 20    |
| Aomori Akita Iwate Yamagata Miyagi                             | Tohoku           | 25   | 14   | 39    |
| Fukui Ishikawa Niigata Nagano Toyama                           | Hokurikushinetsu | 20   | 11   | 31    |
| Gunma Ibaraki Tochigi Saitama                                  | Kitakanto        | 32   | 20   | 52    |
| Chiba Kanagawa                                                 | Minamikanto      | 34   | 22   | 56    |
| Tokio                                                          | Tokio            | 25   | 17   | 42    |
| Aichi Gifu Mie Shizuoka                                        | Tokai            | 33   | 21   | 54    |
| Hyōgo Kioto Nara Osaka Shiga Wakayama                          | Kinki            | 48   | 30   | 37    |
| Hiroshima Okayama Shimane Tottori Yamaguchi                    | Chugoku          | 20   | 11   | 31    |
| Ehime Kagawa Kōchi Tokushima                                   | Shikoku          | 13   | 6    | 19    |
| Fukuoka Kagoshima Kumamoto Miyazaki Nagasaki Ōita Okinawa Saga | Kyūshū           | 38   | 21   | 59    |
| Japón                                                          | Japón            | 300  | 180  | 480   |

Los candidatos pueden postularse tanto en los distritos electorales uninominales como en los distritos de representación proporcional. Sin embargo, estos candidatos dobles sólo pueden postularse para el bloque de representación proporcional en el que se encuentra su circunscripción uninominal.
La lista de representación proporcional de cada partido incluye candidatos que participan únicamente en la representación proporcional, sumando el número establecido de escaños para cada bloque más candidatos duplicados de distritos electorales de un solo escaño.
Se celebran elecciones parciales si quedan vacantes los escaños ocupados por miembros elegidos en los distritos uninominales. Se llevan a cabo dos veces al año, en abril y octubre. El voto no es obligatorio.

## Resultados
|  | 28.31 % |

|  | 40.97 % |

|  | 25.18 % |

|  | 27.61 % |

|  | 12.97 % |

|  | 2.02 % |

|  | 11.23 % |

|  | 12.08 % |

|  | 11.01 % |

|  | 3.37 % |

|  | 9.36 % |

|  | 3.80 % |

|  | 1.10 % |

|  | 1.76 % |

|  | 0.41 % |

|  | 2.02 % |

|  | 0.25 % |

|  | 1.07 % |

|  | 0.33 % |

|  | 0.17 % |

|  | 0.08 % |

|  | 4.87 % |

|  | 95.36 % |

|  | 97.00 % |

|  | 4.64 % |

|  | 3.00 % |

|  | 100.00 % |

|  | 100.00 % |

|  | 62.45 % |

|  | 62.49 % |